# Мучители
«Мучители» (англ. The Tormentors) — эксплутационный фильм-боевик 1971 года, подвида bikersploitation. Режиссёр Дэвида Л. Хьюитта (англ. David L. Hewitt). Фильм никогда не демонстрировался в кинотеатрах и пролежал на полке до 1981 года, после чего в 1986 году был издан на видео компанией Trans World Entertainment (англ. Trans World Entertainment). Часть актёрского состава перешла в фильм из другого фильма Хьюитта, The Mighty Gorga (англ. The Mighty Gorga) (1969).

## Сюжет
Банда байкеров-нацистов после удачного ограбления берёт в заложницы молодую девушку. В безлюдном месте они её убивают, оставляя на шее платок со свастикой. Жених покойной девушки, полицейский, убеждён в причастности к убийству банды Кэмпа, но ему не удается убедить в этом коллег. Тогда он сам решает отомстить им и внедряется в банду под видом нациста, поклонника Гитлера. Уже будучи членом банды, парень узнает, что они борются с неким Мессией, за которым идут местные хиппи, а сама эта банда байкеров работает на некоего богатого бизнесмена, который хочет, чтобы вся молодежь города следовала за нацистами. Теперь нацисты планируют убить Мессию и подстроить доказательства таким образом, чтобы подозрения падали на полицейского.
В сюжете есть ряд явно абсурдных моментов и натяжек, одна из которых и является причиной разоблачения главного героя (он всё время носил с собой фотографию убитой невесты, и даже притащил её в логово нацистов и спрятал за портрет Гитлера).

## Художественные особенности
Фильм изобилует сценами насилия и секса. В нём снялись ветераны вестернов и  фильмов категории «B» Энтони Эйсли и Джеймс Крейг. Однако, в целом, задействованные актёры не имели широкой известности.

## В ролях
- Джеймс Крейг
- Крис Ноэл
- Энтони Айсли
- Уильям Дули
- Брюс Кимболл
- Инга Веге
- Джеймс Гордон Уайт
- Джон Паркер